# Memento mori

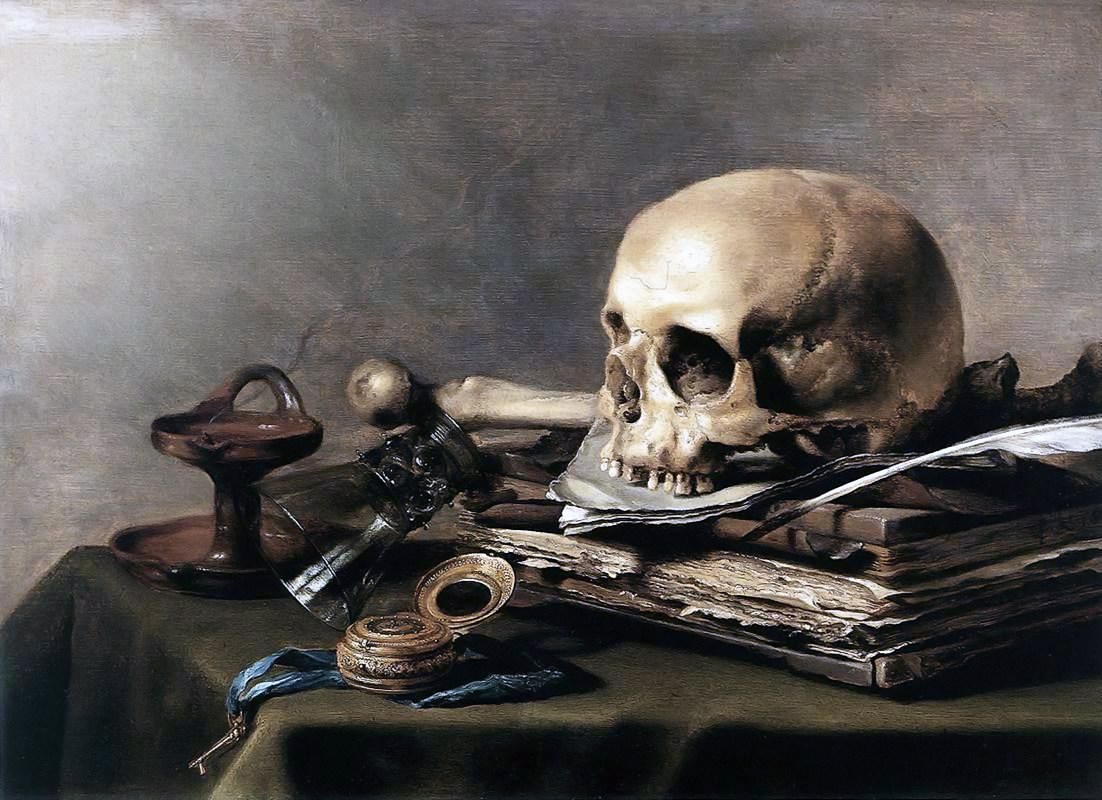
Vanitas, 1630, Pieter Claesz.

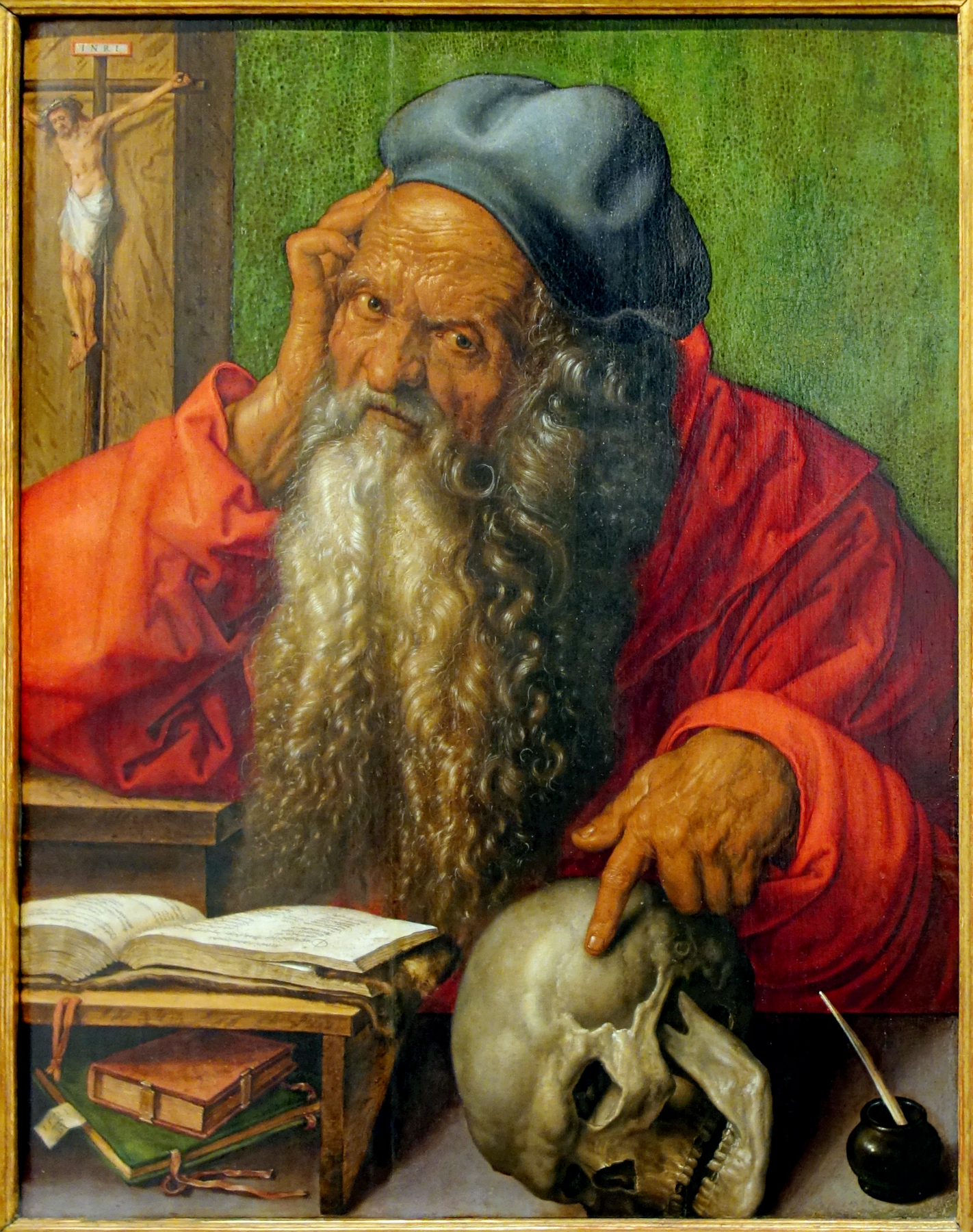
De Heilige Hiëronymus, 1521, Albrecht Dürer

Memento mori is een Latijnse zin die traditioneel wordt vertaald als Gedenk te sterven of Denk eraan te [moeten] sterven. Vrijere vertalingen zijn Bedenk dat u sterfelijk bent of Denk aan je eigen sterfdag. Het is het devies van de trappistenorde. De spreuk komt al voor op zilveren Romeinse bekers.
Tertullianus meldt dat tijdens een triomftocht door Rome een slaaf achter de triomfator op zijn zegewagen stond die hem in het oor fluisterde "Respice post te! Hominem te memento!" (Kijk achter je! Bedenk dat je slechts een mens bent!), om te voorkomen dat de triomfator zich verheven zou voelen, waar de Romeinen "als de dood" voor waren (zie ook Lucius Tarquinius Superbus). Dit verhaal wordt echter door geen enkele oudere schrijver bevestigd.
Het memento mori ligt dicht bij een ander Latijns thema, het carpe diem (pluk de dag). In de middeleeuwen dacht men meer aan het memento mori (denk eraan dat je op een dag gaat sterven en dat je voor het aangezicht van God zal verschijnen). Hedendaags, in onze verwereldlijkte samenleving, denkt men meer aan het carpe diem (pluk de dag en maak plezier).

## Memento mori in de kunst
Het memento mori duidt artistieke creaties aan, die uiterlijk en qua stijl zeer kunnen verschillen, maar hetzelfde doel dienen, namelijk mensen eraan te herinneren dat ze sterfelijk zijn. De vanitasschilderijen uit de 17e eeuw in Nederland behandelen dit thema.